# Marvel One-Shots
Marvel One-Shots is de benaming voor een reeks korte direct-naar-video-films die zich afspelen in het Marvel Cinematic Universe. De films zijn allemaal geproduceerd door Marvel Studios.
De eerste twee films draaien om het personage Phil Coulson, gespeeld door Clark Gregg. Ze zijn geregisseerd door Leythum en geschreven door Eric Pearson. De muziek is gecomponeerd door Paul Oakenfold.

## The Consultant
Deze film werd uitgebracht op de blu-ray van de film Thor.

### Verhaal
Agent Coulson bezoekt Agent Sitwell met de mededeling dat de World Security Council graag wil dat Emil Blonsky, alias Abomination, wordt vrijgelaten uit de gevangenis en deel gaat uitmaken van het Avengersinitatief. Ze zien hem namelijk als een oorlogsheld en geven de Hulk de schuld van hun gevecht in New York (zoals te zien is in The Incredible Hulk). De Council heeft reeds opdracht gegeven aan generaal Thunderbolt Ross om Blonsky vrij te laten.
De twee agenten besluiten de bijeenkomst te saboteren om te voorkomen dat Blonsky vrijkomt. Hiertoe stuurt Coulson een vertegenwoordiger, Tony Stark, naar Ross. Dit resulteert in de bonusscène die te zien was aan het eind van de film The Incredible Hulk, waarin Stark Ross in een bar aantreft, en hem dermate irriteert dat hij probeert Stark te laten vertrekken. De volgende dag treffen Sitwell en Coulson elkaar weer, en blijkt hun plan te zijn gelukt; Blonsky blijft in de gevangenis.

### Rolverdeling
- Clark Gregg - Phil Coulson[2]
- Maximiliano Hernández - Jasper Sitwell
- Deborah Knox - Bediende

Robert Downey, Jr., William Hurt en Tim Roth doen ook mee via archiefmateriaal uit de film The Incredible Hulk

## A Funny Thing Happened on the Way to Thor's Hammer'
Deze film werd uitgebracht op de blu-ray van Captain America: The First Avenger.

### Verhaal
Phil Coulson is op weg naar Albuquerque, New Mexico. Hij stopt onderweg om te tanken en wat snacks te kopen. Twee overvallers dringen het benzinestation binnen en eisen het geld uit de kassa. Coulson weet de overvallers te overmeesteren en vertrekt weer.

### Cast
- Clark Gregg - Phil Coulson
- Jessica Manuel - Winkelbediende
- Jeff Prewett - Overvaller
- Zach Hudson - Overvaller

## Item 47
Deze film werd uitgebracht als bonus op de blu-ray van The Avengers.

### Verhaal
De film speelt direct na het gevecht tussen de Avengers en de Chitauri. Bennie en Claire, een aan lager wal geraakt koppel, vinden tussen de puinhopen in New York een wapen van de Chitauri, en besluiten er een paar bankovervallen mee te plegen. S.H.I.E.L.D. agent Sitwell krijgt de opdracht de twee op te sporen. 
Hij vindt de twee in een motelkamer, die in de erop volgende confrontatie geheel wordt gesloopt. Daarbij wordt ook al het gestolen geld vernietigd. Sitwell slaagt erin het wapen af te nemen, maar omdat hij toch wel onder de indruk is van hoe Bennie en Claire een buitenaards wapen aan de praat wisten te krijgen, biedt hij hen een baan bij S.H.I.E.L.D. aan als alternatief voor een gevangenisstraf. Bennie wordt toegewezen aan een team dat via reverse engineering Chtiauri technologie onderzoekt, en Claire wordt Blake's assistent.

### Rolverdeling
- Lizzy Caplan - Claire Weiss
- Jesse Bradford - Benjamin Pollack
- Maximiliano Hernández - Agent Jasper Sitwell
- Titus Welliver - Agent Felix Blake

## Agent Carter
Deze film werd uitgebracht op de blu-ray van Iron Man 3.

### Verhaal
De film speelt zich een jaar na de gebeurtenissen in Captain America: The First Avenger en draait om agent Carter die op zoek gaat naar de mysterieuze Zodiac. Tot ongenoegen van haar baas (agent Flynn) rond ze een missie succesvol af zonder de benodigde permissie van hem te hebben verkregen. Aanvankelijk weigert hij dan ook om haar nog op andere missie te laten gaan. Flynn krijgt echter een telefoontje van Howard Stark die hem vertelt dat Carter bij S.H.I.E.L.D. kan komen werken.

### Rolverdeling
- Hayley Atwell - Peggy Carter
- Bradley Whitford - Agent John Flynn
- Dominic Cooper - Howard Stark
- Shane Black - Onherkenbare Stem (stem)
- Neal McDonough - Sergeant Dum Dum Dugan

## All Hail the King
All Hail the King sluit aan op de gebeurtenissen uit Iron Man 3, en werd uitgebracht in februari 2014 op de blu-ray-uitgave van Thor: The Dark World. Ben Kingsley heeft de hoofdrol.
Trevor Slattery, de acteur die in opdracht van Aldrich Killian zich voordeed als de Mandarin, zit inmiddels in de gevangenis waar ook Justin Hammer (uit Iron Man 2) verblijft. Hij geniet daar echter van een luxe leventje met een persoonlijke butler en een fanclub van gedetineerden die hem beschermen tegen andere gedetineerden. Slattery krijgt bezoek van een documentairemaker genaamd Jackson Norriss. Na wat informatie te hebben losgekregen over Slattery's jeugd, onthuld Norriss dat Slattery met zijn vertolking van De Mandarin een hoop mensen kwaad gemaakt heeft, waaronder de echte leiders van de terroristengroep 'de 10 ringen'. Norriss verteld Slatery wat meer over de geschiedenis van de 10 ringen, en onthuld vervolgens ook lid van deze groep te zijn. Hij wil Slattery uit de gevangenis helpen ontsnappen zodat 'de echte Mandarin' hem kan ontmoeten.

### Rolverdeling
- Ben Kingsley - Trevor Slattery
- Scoot McNairy - Jackson Norriss
- Lester Speight - Herman
- Sam Rockwell - Justin Hammer
- Allen Maldonado - Fletcher Heggs
- Matt Gerald - White Power Dave
- Crystal the Monkey - Bar Aap